# آگوست برنز رد
آگوست سرخ می‌سوزاند (انگلیسی: August Burns Red) یک گروه موسیقی متال‌کور و متال مسیحی آمریکایی است.